# 出来町 (名古屋市)
出来町（できまち）は、愛知県名古屋市東区にある町名。現行行政地名は出来町一丁目から出来町三丁目。住居表示実施済み。

## 地理
名古屋市東区の中央部に位置し、東と南東に古出来、西に徳川町と明倫町、南西に新出来、南に大松町、北に矢田南と接する。

## 歴史

### 沿革
- 1979年（昭和54年）5月5日 - 東区古出来町・新出来町・矢田町・東大曽根町の各一部より、同区出来町三丁目が成立[1]。
- 1980年（昭和55年）11月23日 - 新出来町・古出来町の各一部を編入[1]。
- 1981年（昭和56年）9月13日 - 新出来町・徳川町の各一部より出来町一丁目が、古出来町・新出来町の各一部より出来町二丁目が成立[1]。

## 世帯数と人口
2019年（平成31年）2月1日現在の世帯数と人口は以下の通りである。
| 丁目         | 世帯数    | 人口    |
| ------------ | --------- | ------- |
| 出来町一丁目 | 451世帯   | 819人   |
| 出来町二丁目 | 278世帯   | 568人   |
| 出来町三丁目 | 431世帯   | 830人   |
| 計           | 1,160世帯 | 2,217人 |

## 学区
市立小・中学校に通う場合、学校等は以下の通りとなる。また、公立高等学校に通う場合の学区は以下の通りとなる。なお、小・中学校は学校選択制度を導入しておらず、番毎で各学校に指定されている。
| 丁目         | 小学校                                    | 中学校                                    | 高等学校 |
| ------------ | ----------------------------------------- | ----------------------------------------- | -------- |
| 出来町一丁目 | 名古屋市立明倫小学校                      | 名古屋市立桜丘中学校                      | 尾張学区 |
| 出来町二丁目 | 名古屋市立明倫小学校                      | 名古屋市立桜丘中学校                      | 尾張学区 |
| 出来町三丁目 | 名古屋市立明倫小学校 名古屋市立矢田小学校 | 名古屋市立桜丘中学校 名古屋市立矢田中学校 | 尾張学区 |

## 交通
- 愛知県道215号田籾名古屋線（出来町通）

## 施設
- 愛知県立旭丘高等学校
- 愛知県立旭陵高等学校
- 名古屋市立明倫小学校
- 愛知県出来町庁舎
- 名古屋市東土木事務所
- 東濃信用金庫名古屋支店
- 名古屋新出来郵便局

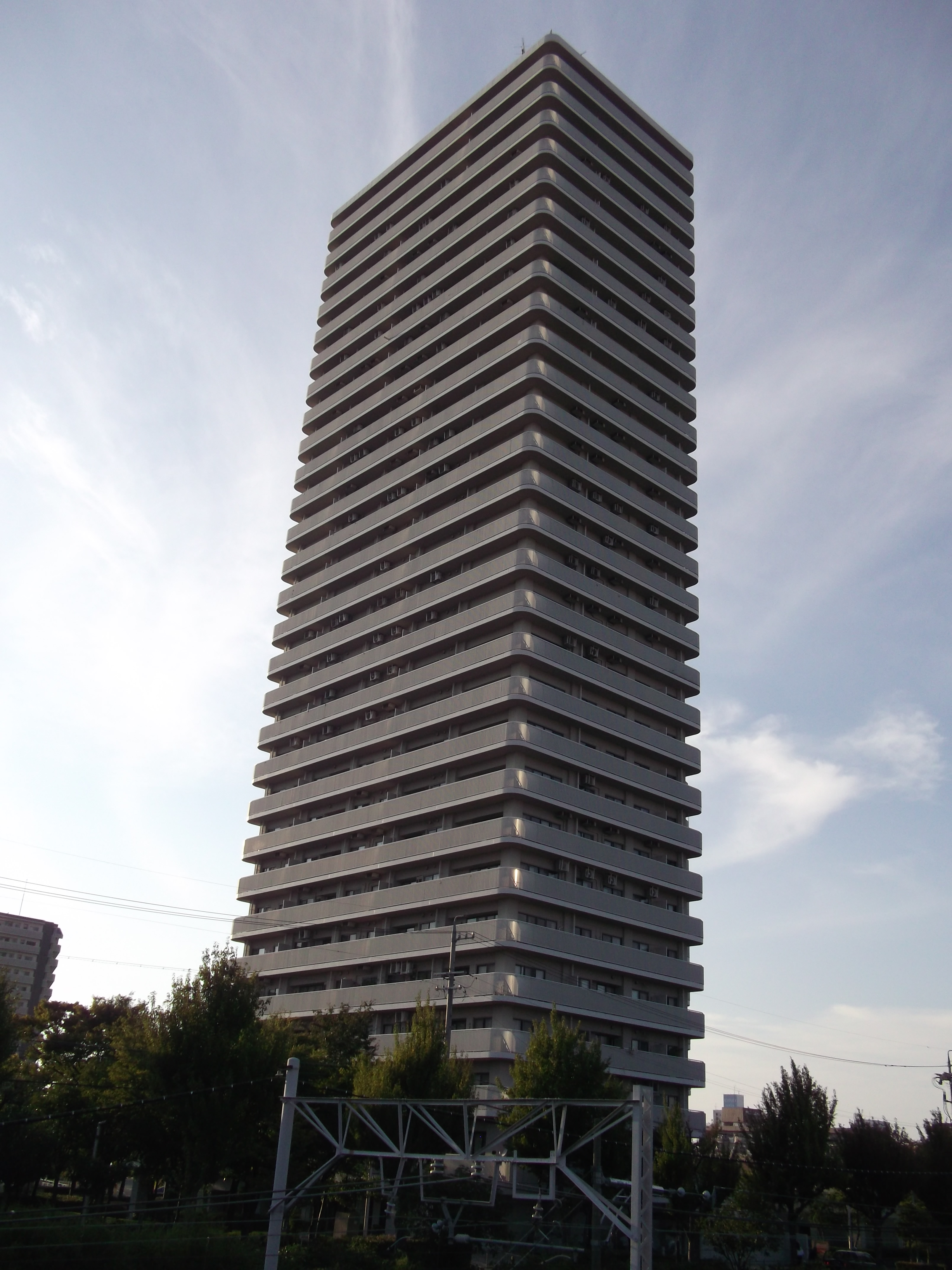
ザ・シーン徳川園
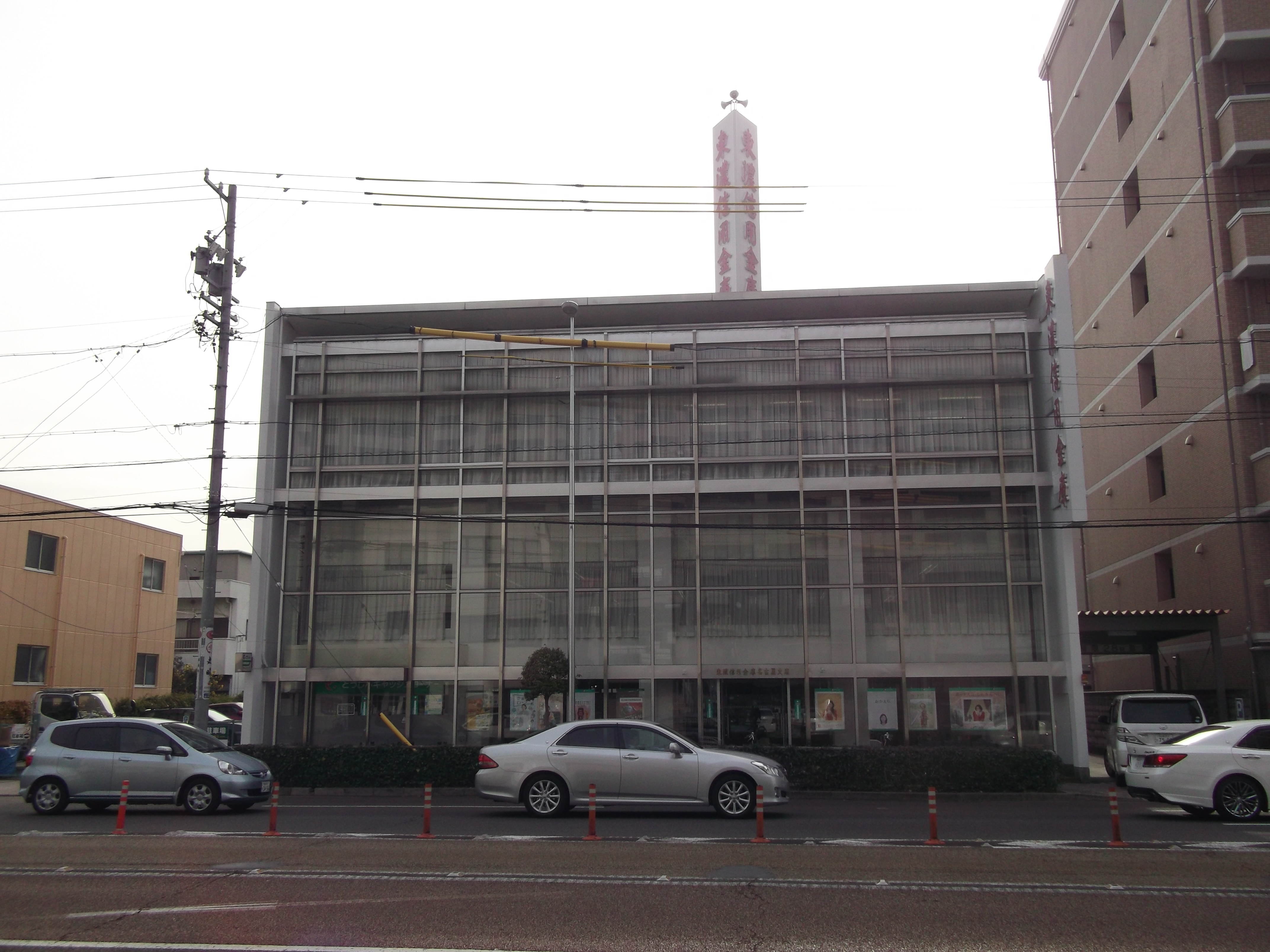
東濃信用金庫名古屋支店
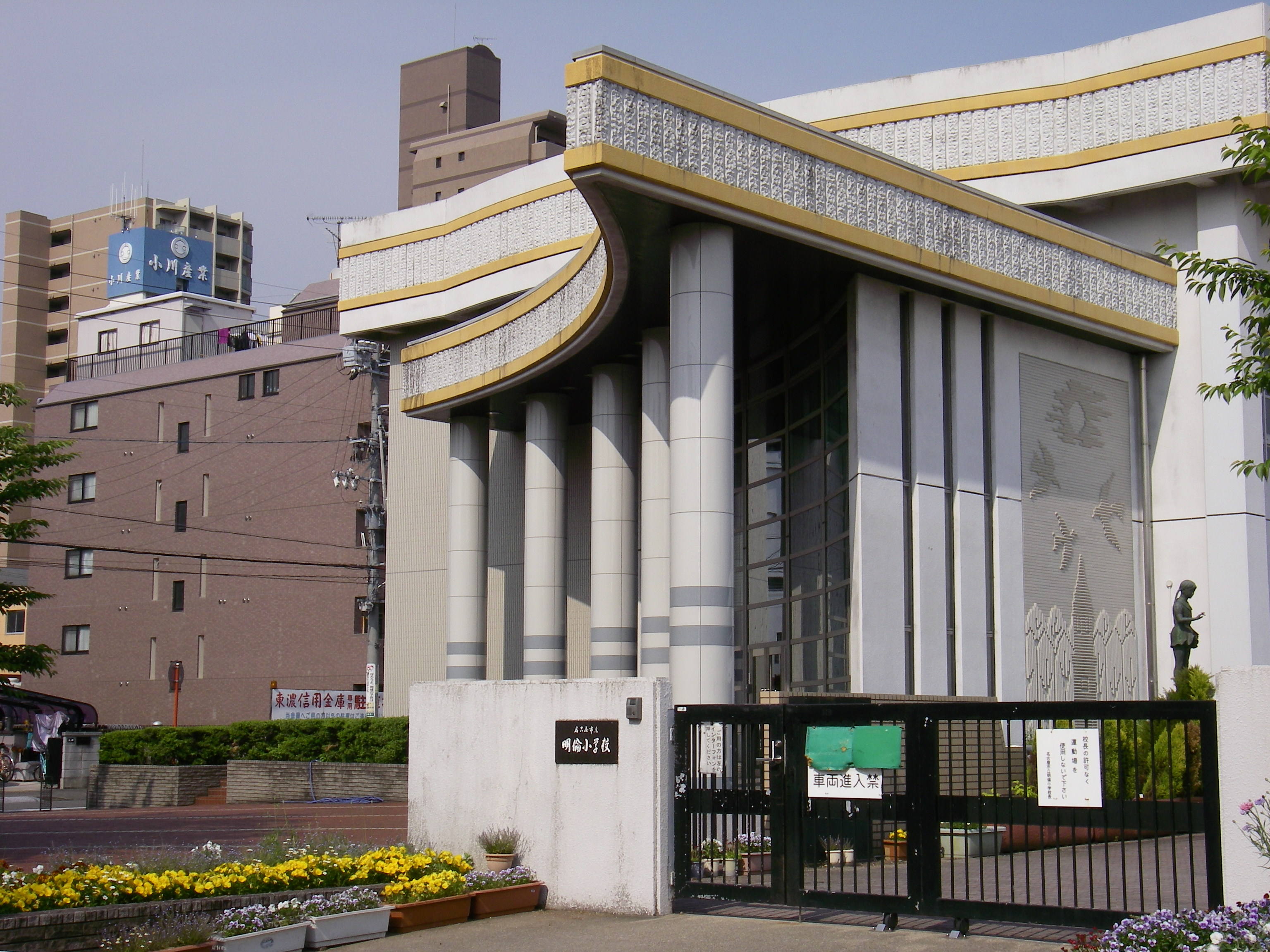
明倫小学校

- 東界寺
- 正徳寺
- 明倫公園

1982年（昭和57年）4月1日供用開始。
- 新出来公園

1974年（昭和49年）6月25日供用開始。
- 出来町南公園

1983年（昭和58年）4月1日供用開始。
- ザ・シーン徳川園
- 東濃信用金庫名古屋支店
- 明倫小学校

## その他

### 日本郵便
- 郵便番号 : 461-0032[4]（集配局：名古屋東郵便局[10]）。